# Happy gabber
Pour les articles homonymes, voir Gabber.
Genres dérivés
Freeform hardcore, UK hardcore
Genres associés
Happy hardcore
Le happy gabber (ou bouncy techno) est un type de musique électronique hardcore développé durant les années 1990 au Royaume-Uni et aux Pays-Bas. Ce type a originellement été influencé par la musique écossaise (Écosse, nord-est du Royaume-Uni et Irlande du Nord), où bon nombre de raves techno (principalement de Belgique et d'Italie) étaient populaires.
Le happy gabber est caractérisé par un tempo rapide combiné par des notes de synthétiseur fines. C'est une forme plus légère et plus mélodique de la musique gabber. Le genre est popularisé par Scott Brown, et émerge au plus tard dans les années 1990 (et influence ensuite la scène néerlandaise). Au milieu des années 1990, le genre ne dérive plus du happy hardcore britannique et devient une variante plus joyeuse de bouncy techno.

## Histoire

### Précurseurs
Le style breakbeat hardcore qui dominait les raves britanniques ne se popularise pas en Écosse. Le peu de DJs écossais impliqués dans ce style musical étaient rarement bookés. De ce fait, DJ Kid dit à son public d'aller « se faire foutre » avant d'avoir été expulsé des coulisses lorsque les ravers étaient devenu hostiles. La scène rave britannique s'est alors divisée en plusieurs styles musicaux indépendants. À la place, l'Écosse favorise la techno et la musique rave avec chant/piano.

### Origines
Le compositeur Bass Generator intronise le style gabber en Écosse, la forme musicale la plus hard de toutes les musiques raves. Ces mixes se popularisent et il gagne les titres de meilleur DJ et nommé meilleur DJ britannique par les lecteurs du magazine Clubscene en 1993. Selon Lenny Dee en février 1995, « Scott Brown est l'un des producteurs les plus importants. Il a réussi à changer le hardcore et tout le monde tente de copier ce qu'il fait. » Scott Brown réinterprète la sonorité gabber en une sonorité plus accessible parmi le grand public. Sa chanson Hardcore Disco composé sous son nom de scène Bass X en 1993 est le premier titre local à être commercialisé en Écosse (et au Royaume-Uni). D'autres artistes copient ce style. Brown se popularise grandement dans la scène hardcore en Écosse et même hors des frontières britanniques. Des artistes du même style apparaissent en Europe de l'Ouest, en Australie et au Japon.
Aux Pays-Bas, Paul Elstak et Rob Janssen tentent de rivaliser d'ingéniosité concernant ce type de gabber. Il s'inspire alors du titre Technophobia de Bass Reaction ; une autre production de Brown. Cette musique est commercialisée aux Pays-Bas en 1994, où son succès inspire Elstak entre autres à composer dans la même sonorité qui sera par la suite nommée « happy hardcore. » Des labels indépendants se créent alors pour commercialiser ce nouveau son comme Babyboom, Pengo, Waxweazle et le label Forze Records d'Elstak. En concurrence, le duo écossais Ultra-Sonic combine à leur manière un rythme de piano lent mélangé au tempo de style Brown ; Annihilating Rhythm est récompensé meilleur titre dance écossais en 1993. Ce titre est considéré comme une « phase changeante de la musique dance. » Cette musique inspire la musique Hyper Hyper du groupe allemand Scooter et Live At London de Charly Lownoise et Mental Theo. Ces deux singles du genre furent les premiers à atteindre les classements musicaux en Allemagne et aux Pays-Bas respectivement. WestBam conclut que « beaucoup de personnes [en Allemagne] ont essayé de copier ce style. »
Dans la scène du sud de l'Angleterre au milieu des années 1990, des DJs happy breakbeat tels que Dougal et Vibes intronise les musiques bouncy techno à leurs sets breakbeat. Des artistes de ce domaine ajoutent des sonorités bouncy techno à leurs compositions et créent alors un nouveau type de happy breakbeat.